# Philip G. Epstein
Pour les articles homonymes, voir Epstein.
Philip G. Epstein, né le 22 août 1909 à New York et mort le 7 février 1952 à Hollywood, est un scénariste américain. Durant sa carrière, il a notamment remporté l'Oscar du meilleur scénario original pour Casablanca aux côtés de son frère jumeau, Julius J. Epstein. Ils sont d'ailleurs les deux seuls jumeaux de l'histoire du cinéma à avoir remporté un Oscar ensemble.

## Biographie
Il obtient son diplôme en 1931 à l'université d'État de Pennsylvanie. Epstein entre très vite dans le milieu du cinéma. Il écrira nombre de scénarios pour la Warner Bros., mais son plus grand succès demeure Casablanca.
Jack Warner, dirigeant de Warner Brothers, eut une relation tumultueuse avec le duo de scénaristes. Il déplora leurs farces, leurs habitudes de travail et les horaires qu'ils avaient. En 1952, Warner donna les noms des frères Epstein au House Un-American Activities Committee (HUAC). Sur un questionnaire de l'HUAC, quand on leur demanda s'ils étaient membres d'une « organisation subversive », ils écrivirent : « Oui. Warner Brothers ».
Epstein mourut d'un cancer en 1952 à l'âge de 42 ans.

## Filmographie partielle
- 1936 : Carolyn veut divorcer
- 1936 : L'Homme nu (Love on a Bet) de Leigh Jason
- 1936 : Grand Jury
- 1938 : Miss Manton est folle
- 1939 : Quatre Jeunes Femmes (Four Wives) de Michael Curtiz
- 1941 : Fiancée contre remboursement
- 1941 : The Strawberry Blonde
- 1941 : Honeymoon for Three de Lloyd Bacon
- 1942 : La Glorieuse Parade
- 1942 : L'Homme qui vint dîner
- 1942 : Casablanca
- 1944 : Arsenic et vieilles dentelles
- 1944 : Femme aimée est toujours jolie
- 1948 : Romance à Rio
- 1949 : Le Débrouillard (Chicken Every Sunday) de George Seaton
- 1949 : Tête folle (My foolish Heart) de Mark Robson
- 1951 : Le Temps des cerises (Take Care of My Little Girl) de Jean Negulesco
- 1954 : L'Éternel féminin
- 1954 : La Dernière Fois que j'ai vu Paris
- 1958 : Les Frères Karamazov

## Récompenses et distinctions
- 1944 : Oscar du meilleur scénario original pour Casablanca
- 1956 : Laurel Award au Writer Guild of America